# 오포치카

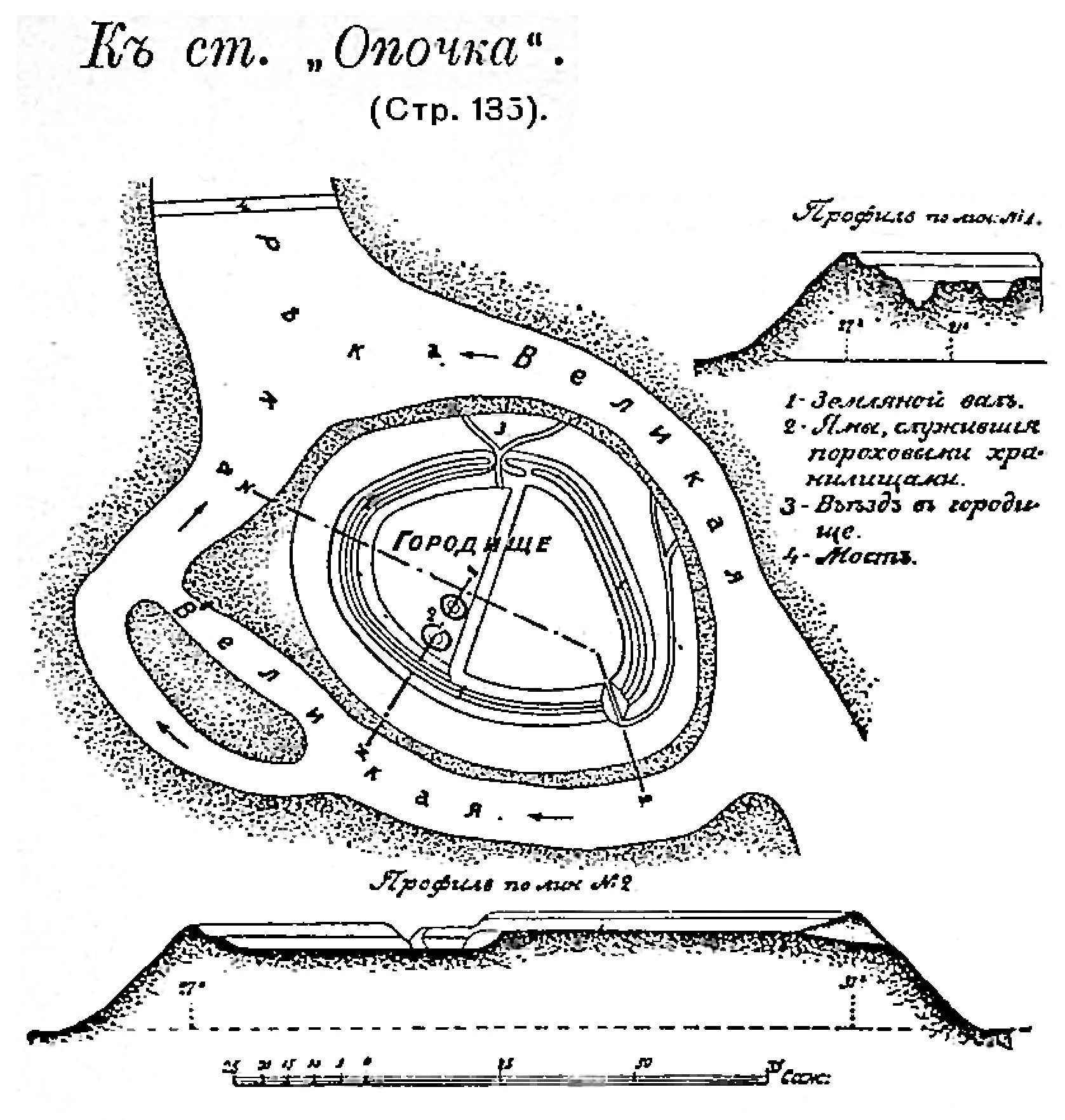
오포치카

오포치카(러시아어: Опочка)는 프스코프주의 도시이고, 벨리카야강에 접해 있다. 프스코프에서 남쪽으로 130km지점에 있다.